# Eucharis nigriventris
Eucharis nigriventris is een vliesvleugelig insect uit de familie Eucharitidae. De wetenschappelijke naam is voor het eerst geldig gepubliceerd in 1956 door Boucek.